# Diecezja Rockville Centre
Diecezja Rockville Centre (łac. Dioecesis Petropolitanus in Insula Longa)  – diecezja Kościoła rzymskokatolickiego w USA, z siedzibą w Rockville Centre na Long Island. 

## Historia i funkcjonowanie

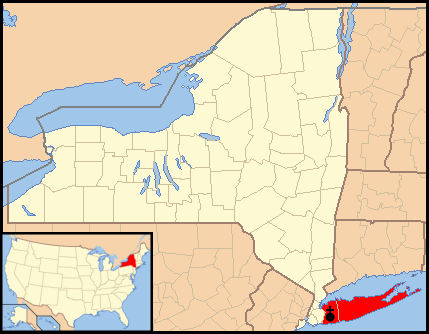
Diecezja Rockville Centre na mapie USA.

Została erygowana 6 kwietnia 1957 r. konstytucją apostolską Dum hodierni papieża Piusa XII. Diecezja utworzono jako sufraganię metropolii nowojorskiej przez wydzielenie z terytorium diecezji brooklińskiej. 
Diecezja obejmuje hrabstwa Nassau i Suffolk w stanie Nowy Jork i należy do największych diecezji katolickich w USA.
Na terenie diecezji funkcjonuje Seminarium Niepokalanego Poczęcia w Huntington oraz diecezjalne i prywatne katolickie szkoły średnie:
- Holy Trinity Diocesan High School w Hicksville
- Bishop McGann-Mercy Diocesan High School w Riverhead
- St. John the Baptist Diocesan High School w West Islip
- Chaminade High School w Mineola
- Kellenberg Memorial High School w Uniondale
- Our Lady of Mercy Academy w Syosset
- Sacred Heart Academy w Hempstead
- St. Anthony's High School w South Huntington
- St. Dominic High School w Oyster Bay
- St. Mary's High School w Manhasset

## Biskupi

### Biskupi diecezjalni
- Walter Philip Kellenberg (16 kwietnia 1957–3 maja 1976)
- John Raymond McGann (3 maja 1976–4 stycznia 2000)
- James Thomas McHugh (4 stycznia 2000–10 grudnia 2000)
- William Francis Murphy (26 czerwca 2001–9 grudnia 2016)
- John Barres (od 31 stycznia 2017)

### Biskupi pomocniczy
- Vincent John Baldwin (1962–1979)
- James Daly (1977–1996)
- Gerald Ryan (1977–1985)
- Alfred Markiewicz (1986–1994); następnie biskup Kalamazoo
- John Dunne (1988–2013
- Emil Wcela (1988–2007
- Paul Walsh (2003–2012)
- Peter Libasci (2007–2011); następnie biskup Manchesteru (NH)
- Nelson Perez (2012–2017); następnie biskup Cleveland
- Robert Brennan (2012–2019); następnie biskup Columbus
- Andrzej Zglejszewski (od 2014)
- Robert Coyle (od 2018)
- Richard Henning (2018–2022)
- Luis Romero Fernández (od 2020)